# Scutul loreal

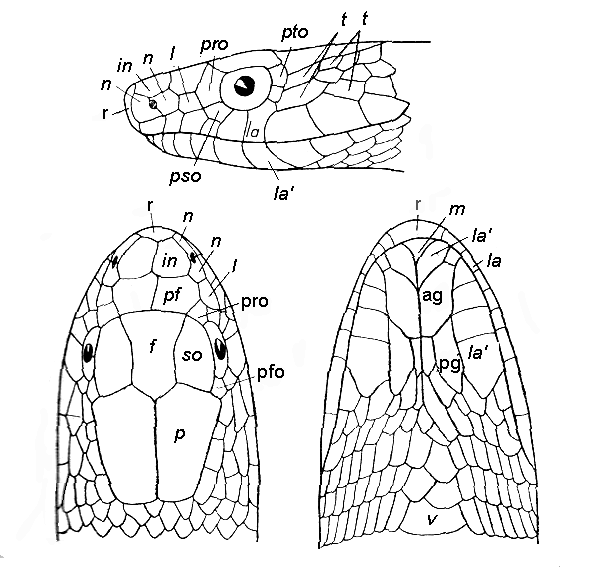
Terminologia scuturilor capului la șarpele Coluber ventromaculatus (după Malcolm A. Smith, 1943). Sus – aspect lateral, jos, în stânga – aspect dorsal, jos, în dreapta - aspect ventral
ag – Inframaxilar anterior,
f – Frontal,
in – Internazal,
l – Loreal,
la – Supralabial,
la' – Sublabial,
m – Mental,
n – Nazal,
p – Parietal,
pf – Prefrontal,
pg – Inframaxilar posterior,
pro – Preocular,
pso – Subocular,
pto – Postocular,
r – Rostral,
so – Supraocular,
t – Temporal,
v – Primul ventral

Scutul loreal sau placa loreală, lorealul (Scutum loreale sau Loreum), numit și scutul frenal sau frenalul (Scutum frenale), este un solz la șerpi, de obicei pereche, dispus simetric pe laturile capului sub cantusul rostral (Canthus rostralis). Fiecare loreal separă, pe de o parte, scutul nazal de scutul preocular și, pe de altă parte, scutul prefrontal de scuturile supralabiale. Anterior lorealul este în contact cu scutul nazal, inferior cu scuturile supralabiale, superior cu scutul internazal sau scutul prefrontal, posterior cu unu sau mai multe scuturi preoculare. Lorealul nu este niciodată în contact cu nara sau cu ochiul (Ion E. Fuhn considera că dacă scutul preocular lipsește sau este redus, lorealul mărginește direct ochiul).  Când lorealul lipsește, scutul preocular poate să fie în contact direct cu scutul nazal. 
Lorealul este absent la toate elapidele (cu excepția unor populații ale cobrei arboricole Pseudohaje goldii din vestul Africii), în timp ce majoritatea colubridelor au un singur loreal (cu excepția șarpelui cu abdomenul alb Fordonia leucobalia din mangrove și a altor specii).  Cei mai mulți șerpi au de obicei doar un singur loreal. Câteva specii, în special boidele, au mai multe loreale, aranjate într-un șir, unul îndărătul altuia, sau suprapuse. Lorealul este divizat la unele colubride, la aproape toate viperidele și la boide.